# Triangulace (metodologie)
Triangulace (jinak také integrovaný nebo bimodální výzkum) je v sociálních vědách označení pro kombinaci více metod v jedné studii o tomtéž tématu. Cílem kombinace nejméně dvou přístupů (nejčastěji kvalitativního a kvantitativního) je odstranění slabin jednotlivých metod, které by, pokud by byly použity samostatně, nebyly schopny odhalit některé aspekty zkoumaného předmětu. Nebezpečím kvantifikace je špatná interpretace získaných dat a odtrženost výsledků od reality, zatímco kvalitativní výzkum si většinou nemůže nárokovat takovou zobecňující sílu jako kvantitativní.

## Účel triangulace
Primárním a stále platným účelem triangulace je zvýšení validity prováděného výzkumu. Nedostatky jednotlivých metod se kompenzují tím, že navrhované hypotézy nejsou vystaveny pouze jedinému, ale nejméně dvěma odlišným přístupům. Pokud hypotézy odolají konfrontaci v rámci různých paradigmat, je to známka jejich širší platnosti.
Někteří autoři (např. Nigel Fielding a Jane Fielding) toto použití triangulace zpochybňují. Poukazují však na to, že přestože pouhé kombinování odlišných přístupů nemusí nutně zvyšovat validitu, rozšiřuje množství zpracovávaných dat a umožňuje tak vytvoření úplnějšího obrazu zkoumaného jevu.

## Základní typy triangulace
Významný sociolog a metodolog Norman Denzin definuje čtyři typy strategie triangulace:
1. kombinaci různých datových zdrojů,
2. výzkumníků,
3. teorií
4. a metodologií.[4]

Triangulace dat má zajistit validitu nasbíraných dat jejich porovnáním s daty získanými z druhého zdroje. Zahrnuje:
- triangulaci časovou  (sběr dat v různý čas),
- místní  (sběr dat na různých místech)
- a triangulaci založenou na sběru dat od různých skupin osob.[7]

Při triangulaci výzkumníků je ke sběru a analýze dat využito několik na sobě nezávislých badatelů.
Triangulace teorií je užití více teoretických přístupů (marxismus, fenomenologie apod.) k interpretaci dat získaných výzkumem.
Metodologická triangulace se dále dělí na dva subtypy:
- v rámci metody, která označuje použití více kvalitativních nebo kvantitativních metod
- a mezi metodami, která zahrnuje užití obou typů zároveň.[8]

Jednotlivé typy triangualce je mezi sebou možné dále kombinovat, například použitím dvou a více výzkumníků a dvou a více metod zároveň.

## Simultánní a sekvenční triangulace
- Simultánním (paralelním)  užitím triangulace se rozumí použití kvalitativních a kvantitativních metod ve stejném časovém okamžiku. V tomto případě se má omezit interakce mezi množinami dat obou postupů. Jednotlivé interpretace a hodnocení se vzájemně poměřují a vyhodnocují až po skončení obou výzkumů. Jedna z užitých metod je zpravidla metodou podřazenou, jejímž účelem je potvrdit správnost výstupu výzkumu, získat doplňková data, či vysvětlit některé vybočující fenomény.[4]

- Při sekvenčním (postupném) užití triangulace se zjištění z prvního výzkumu použijí jako výchozí data pro druhý výzkum. Závěry jsou pak formulovány na základě poměření výsledků obou výzkumů. Obdobně jako při simultánní triangulaci má druhý výzkum potvrdit výsledky prvního nebo vysvětlit některá dílčí zjištění.[10]

Pokud to nevyžaduje specifický výzkum, obecně platí, že v obou částech výzkumného projektu jsou zkoumány rozdílné subjekty a zkoumání se navzájem neovlivňují. Mělo by být možné oba výzkumy publikovat nezávisle na sobě.
Výjimku představuje například plně integrovaný kombinovaný výzkum, během něhož jsou kvalitativní i kvantitativní metody užívány ve všech fázích projektu. Aby to bylo možné, je třeba data, s nimiž se pracuje, transformovat. Konverze kvalitativních dat v kvantitativní, tedy převod do číselných kódů, se nazývá quantitizing, opačný proces, tedy konverze kvantifikovaných dat do narativní podoby se nazývá qualitizing.